# إمره كيناي
إمره كيناي (بالتركية: Emre Kınay)‏ من مواليد 5 مارس 1970، بإسطنبول هو ممثل تركي من أصل عربي.

## روابط خارجية
- إمره كيناي على موقع IMDb (الإنجليزية)
- إمره كيناي على موقع ميوزك برينز (الإنجليزية)
- إمره كيناي على موقع قاعدة بيانات الفيلم (الإنجليزية)